# 手動變速器

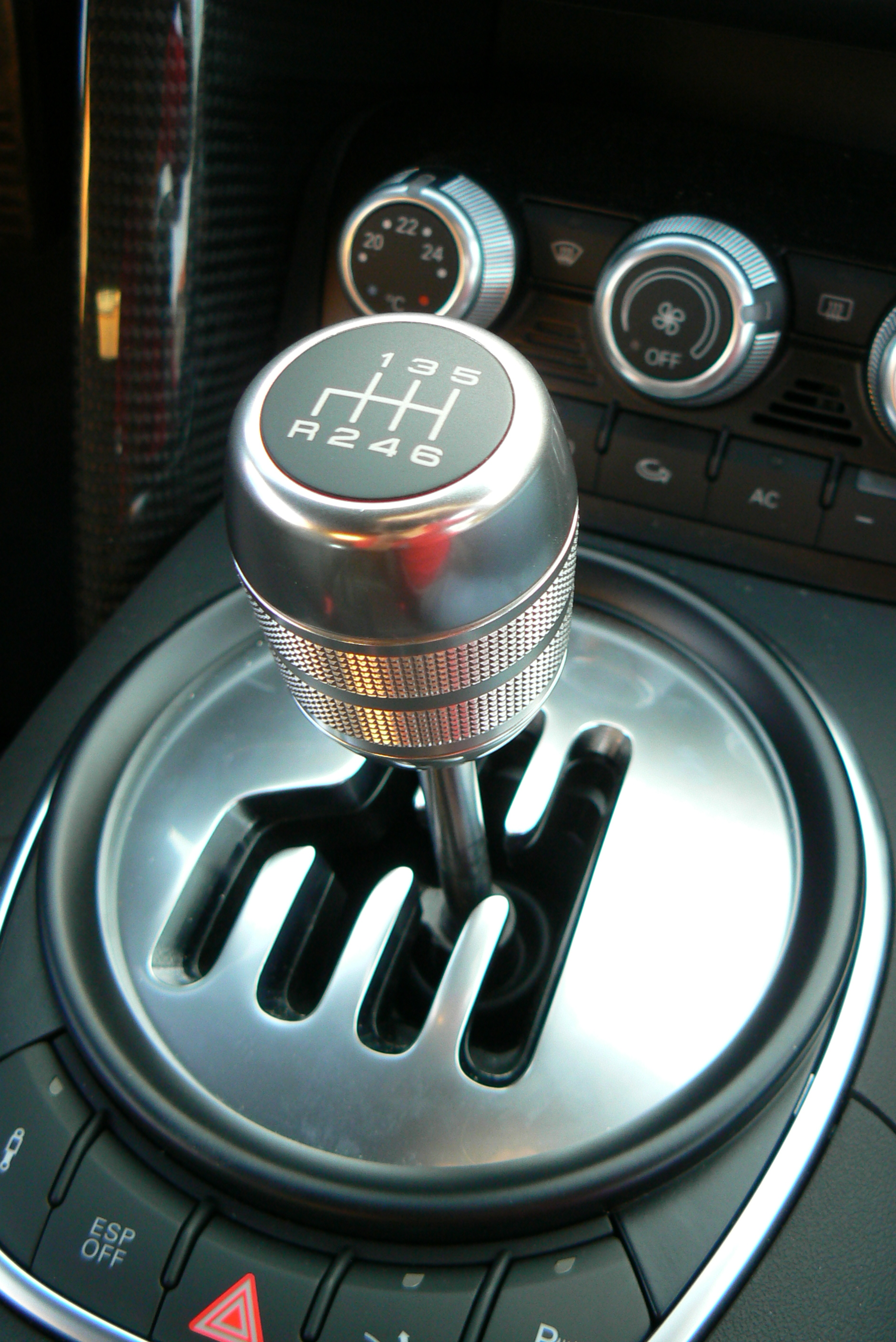
奧迪R8的六速手排變速箱

五速手排檔位圖

手排變速箱（英語：Manual Transmission，縮寫：MT），簡稱手排，中國大陸稱手動變速器或手動擋，粵港澳稱手動波箱、手波或棍波，馬新則稱手動牙箱或手牙，是汽车變速系統中最基本的一种类型。其作用是改变传动比，亦稱齒輪比，是引擎扭力被變速箱齒輪放大的倍數，车輛靜止剛起步時，由於本身質量較大，需要较大牵引力驱动。根據槓桿原理，力矩用半徑最長的低速檔大直徑齒輪把引擎扭力放大，協助車輛開始向前行駛。車輛開始行駛後，由於慣性將保持向前方移動，用較小的扭力即可讓車輛繼續向前行駛，所以改換入半徑較小齒輪比小，扭力放大倍數較小但旋轉轉速較快的小齒輪高速檔，即可用較少的引擎轉速達到相同的車速來省油，或讓車速更快。齒輪比小於一的省油檔稱為超比檔（overdrive），密齒輪比是指各檔位齒輪比落差小，代表各檔扭力落差小，有利於車輛加速，并提供倒檔和空檔。通常，驾驶人员通过踩离合器踏板和操縱换檔桿可以在任何檔位间进行选择。也有少数手动变速器，如摩托车变速器，某些赛车变速器，只允许顺序换挡，这些变速器被称为顺序换檔变速器。近年來隨著電子控制元件耐用度的改善，由電腦控制自動切換離合器自動換檔的自動手排變速箱在歐洲車上也愈來愈普及，福斯汽車與福特汽車則在市售車上提供更新一代的雙離合器自動手排變速箱，變速箱同時具有兩組離合器，每次換檔時自動切換到另一組未使用的離合器迅速嚙合，不需如傳統手排變速箱得等唯一一組離合器分開後再重新嚙合，換檔速度更快，換檔震動也更小。

## 内部结构

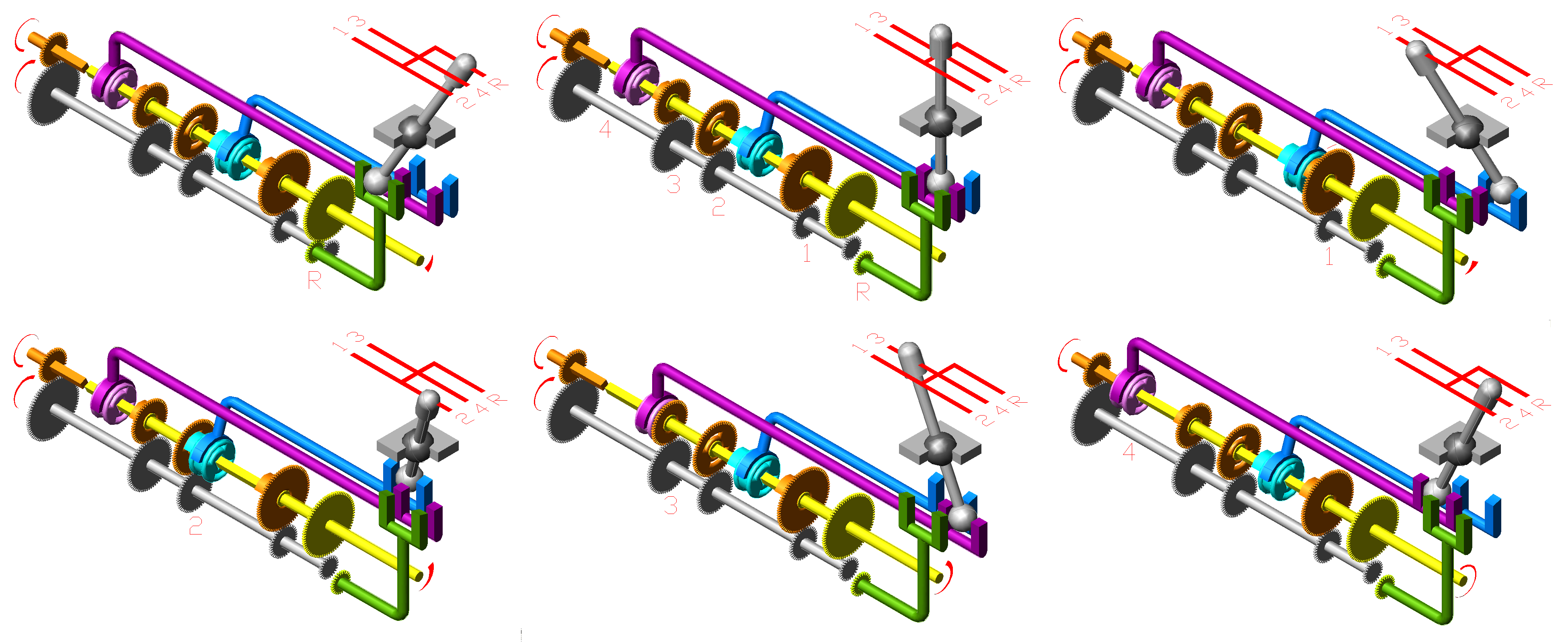
四速手动变速器的模拟结构和操作原理
（从左到右，从上到下，分别为：倒挡，空挡，第一挡，第二挡，第三挡，第四挡）

### 传动轴
传动轴的布置形式通常有两轴式和三轴式两种。通常后轮驱动的汽车会采用三轴式变速器，即输入轴，输出轴和中间轴。输入轴前端接离合器与发动机相联，输出轴后端通过凸缘与万向传动装置相联。
输入轴与输出轴置于同一条水平线上，中间轴则与它们平行布置。动力通过齿轮从输入轴传至中间轴再传至输出轴。在许多变速器中输入轴和输出轴能接合在一起，因此动力不必经过中间轴，这时的挡位称为直接挡。直接挡通过单轴传动，传动比为1:1，具有最高的传动效率。即使在不能提供直接挡的变速器中，把输入轴与输出轴布置在一条直线上也有利于降低工作时变速器所需承受的扭矩。

### 倒檔装置
為了因應停車或其它需要倒车的特殊需求，所設置的倒車檔位，且僅有一個檔位
一般來說，倒檔的齒輪比都會跟一檔的差不多

### 同步器
在同步嚙合變速式中則有同步器的設置，可使兩個齒輪在接合前速度先達到一致，此種同步器在所有的手動排挡汽車的變速箱中都已使用

## 离合器
離合器是可以使引擎與變速箱分開跟結合的一個機械部分，引擎與變速箱結合的時候可以傳輸動力，卻沒辦法換挡，所以換挡前要先踩離合器把引擎與變速箱分開，切換挡位改變齿轮比後再放離合器讓引擎與變速箱接合，繼續傳輸動力。

## 操縱機構
操縱機構是一根長長的桿子，裝有排檔頭且標示著檔位的位置，以一連串的連桿連接著變速箱。
一般稱之為排檔桿、擋把（中國大陸）、波棍（中國廣東／香港／澳門）或牙柄（馬來西亞／新加坡）。
通常設置在中央扶手與中控台的中間位置（地面式排檔），有部份車系將其設置在方向盤轉向柱上（機柱式排檔）。

## 挡位选择
通常以1挡為手排車的起步挡
1挡後依車速或轉速升降挡
當車速慢下來很多時又再加速要退至適當的挡位
標示"R"的檔位為倒挡，一般五速手排車倒檔只需普通往「R」檔位挂，但少數車款例外，例如大众集團旗下系列的車（包括奧迪、斯柯達及西亞特）挂倒挡时必须在空檔向下按再往左上角挂才能挂挡；寶馬集團旗下的車（包括迷你）要大力住左上才能挂；福特車款為提起设置于变速器上的倒挡提钮。
簡單來說，在前車輛前進引擎轉速高的時候升挡，引擎轉速低的時候降挡，但升挡必须按照顺序升挡，降挡则可以超过一个挡位差，也叫越级降挡。
轉速高低每台車不一樣。

## 与自动变速器的比较
此处的自动变速器是指传统的液力式自动变速器，即通过液力变矩器及行星齿轮传递动力的自动变速器。

### 优点
- 与自动变速器相比较可以给汽车驾驶爱好者带来更多的操控快感
- 傳輸效率比自排變速箱為高，在同排量发动机条件下，比自动变速器省油。
- 構造較單純，維修保養比自排變速箱便宜、耐用程度比自排變速箱好
- 如果願意以較高成本使用自動手排，則可以兼顧自排的方便性及手排的高效率
- 起步、加速程序複雜，可避免駕駛技術不熟者產生暴衝之危險情形。

### 缺點
- 控制離合器技術不熟者容易在馬路上熄火，特別是上坡
- 操作不當的話有機率把引擎與變速箱弄壞
- 屬於純力學機械結構，故增加檔位必會造成體積和質量的增加，使檔位增加有限（當前最多為七速，但最佳的檔位數是六速），進步能力受阻；相對之下，採用行星齒輪組(AT)或鋼帶(CVT)的自排變速箱，可隨著技術提升壓縮體積，進而達到增加檔位卻不增加體積的優點。